# 孔博万
孔博万（法語：Combovin，法語發音：[kɔ̃bɔvɛ̃]）是法国德龙省的一个市镇，位于该省中部偏北，属于瓦朗斯区。

## 地理
孔博万（44°52'26"N, 5°4'41"E）面积35.86 平方千米，位于法国奥弗涅-罗讷-阿尔卑斯大区德龙省，该省份为法国东南部内陆省份，北起顺时针与伊泽尔省、上阿尔卑斯省、上普罗旺斯阿尔卑斯省、沃克吕兹省和阿尔代什省接壤。
与孔博万接壤的市镇（或旧市镇、城区）包括：巴瑟洛讷、拉博姆科尔尼亚讷、沙伯伊、勒沙法勒、沙托杜布勒、日戈尔和洛兹龙、蒙旺德尔。

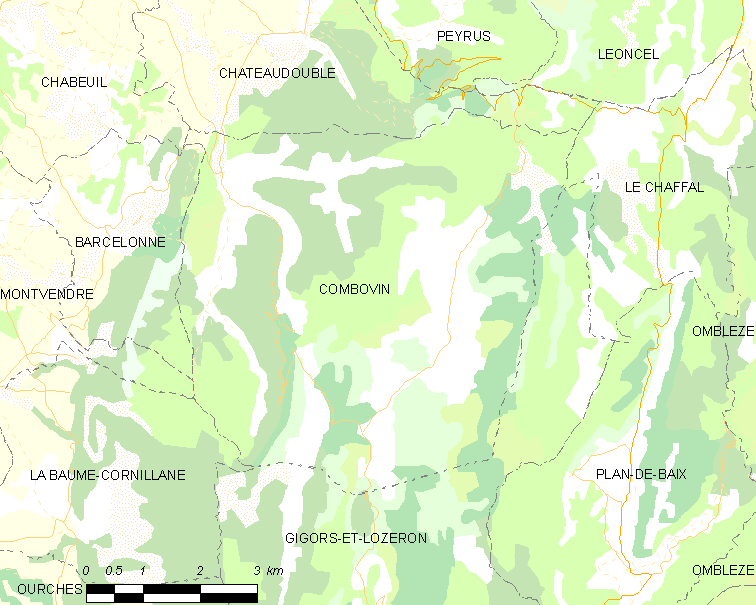
孔博万的OSM定位图

孔博万的时区为UTC+01:00、UTC+02:00（夏令时）。

## 行政
孔博万的邮政编码为26120，INSEE市镇编码为26100。

## 政治
孔博万所属的省级选区为克雷县。

## 人口

1962-2008年间孔博万人口变化图示

孔博万于2022年1月1日时的人口数量为472人。